# Te vreau (album)
Te vreau este al treilea album solo al lui Cream, lansat la data de 01 ianuarie 2005, la casa de discuri Roton.

## Ordinea pieselor
Tracklist
| Nr.             | Titlu                             | Lungime |  |
| 1.              | „Nu din prima seară” (Feat. CRBL) | 3:37    |  |
| 2.              | „Două clipe de iubire”            | 3:41    |  |
| 3.              | „Te iubesc”                       | 3:33    |  |
| 4.              | „Cântec pentru fizzoși”           | 3:39    |  |
| 5.              | „Iubește-ma acum”                 | 3:43    |  |
| 6.              | „Showbiz”                         | 3:32    |  |
| 7.              | „Strange-mă În brațe”             | 3:07    |  |
| 8.              | „Numai a ta”                      | 2:48    |  |
| 9.              | „Mai stai”                        | 3:26    |  |
| 10.             | „Te iubesc (Live mix)”            | 4:00    |  |
| 11.             | „Tu și eu”                        | 3:46    |  |
| Lungime totală: | Lungime totală:                   | 44:44   |  |